# Signac
Signac es una comuna francesa situada en el departamento de Alto Garona, en la región de Occitania.

## Demografía
| 80 | 97 | 76 | 75 | 77 | 58 | 47 |
| Para los censos de 1962 a 1999 la población legal corresponde a la población sin duplicidades (Fuente: INSEE [Consultar]) |    |    |    |    |    |    |